# Schloss Martainville

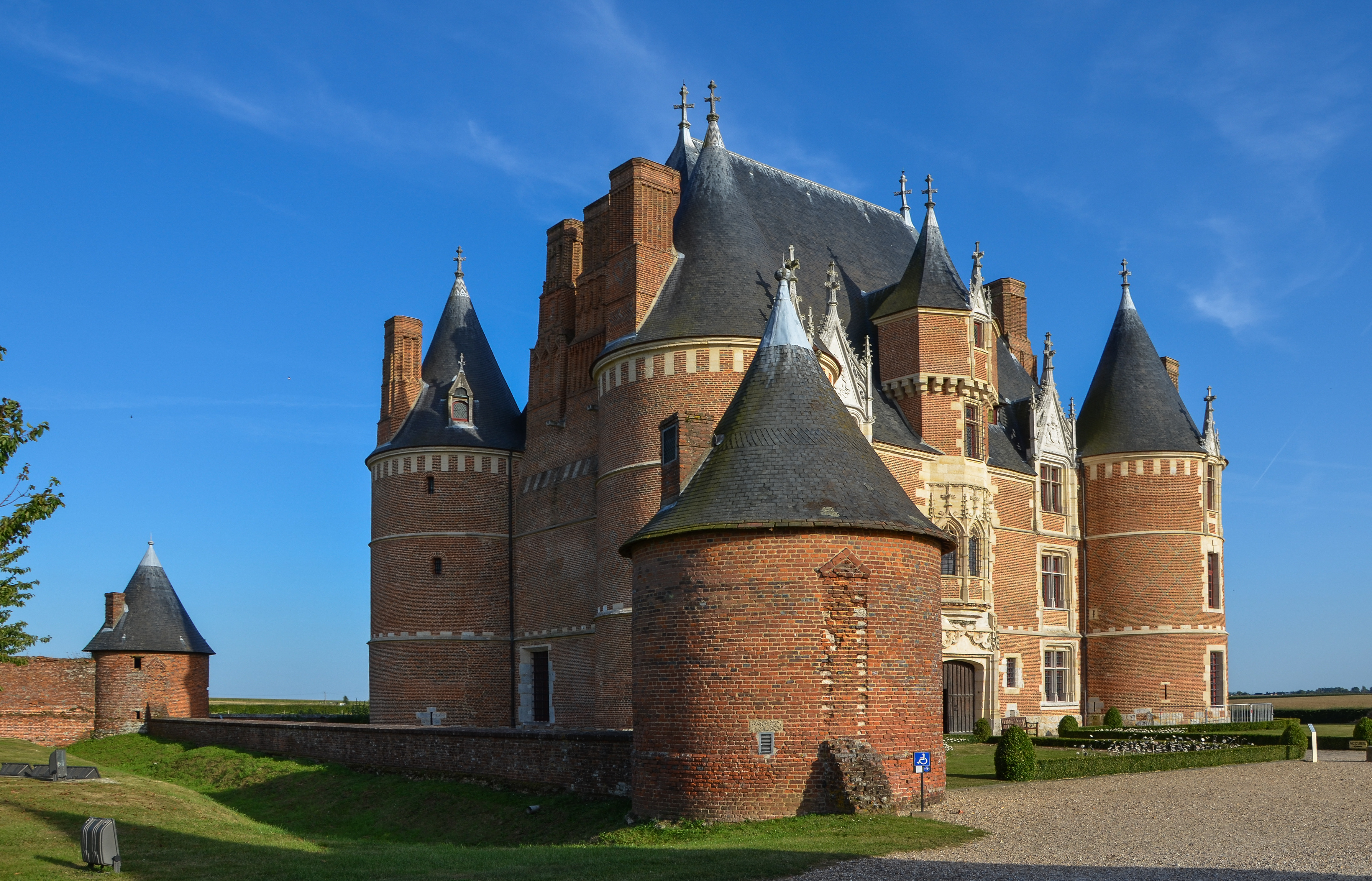
Logis des Schlosses Martainville, Ansicht von Nordwesten

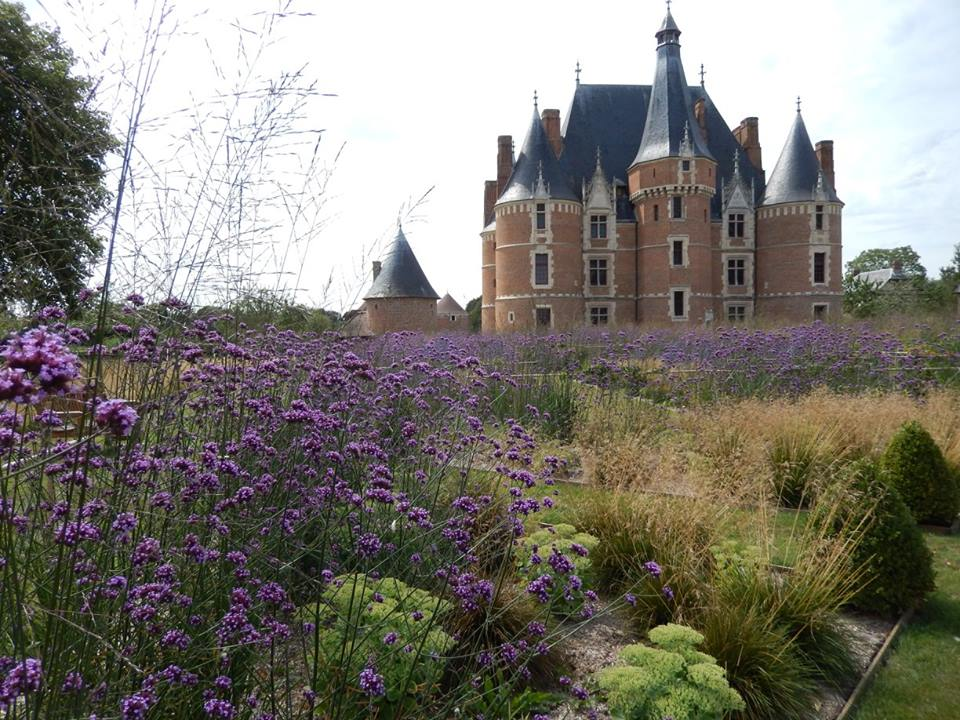
Logis des Schlosses Martainville, Ostfassade

Das Schloss Martainville (französisch Château de Martainville) ist ein französisches Landschloss am südlichen Rand der normannischen Gemeinde Martainville-Épreville etwa elf Kilometer östlich von Rouen im Département Seine-Maritime.
Das Schloss wurde ab 1485 von dem aus Rouen stammenden Kaufmann Jacques Le Pelletier errichtet und ist ein gutes Beispiel für einen französischen Adelssitz am Übergang von der Gotik zur Renaissance. Lange Zeit immer an die Söhne weitervererbt, gelangte das Schloss ab 1781 als Erbe über die weibliche Linie in den Besitz verschiedener Adelsfamilien. Ab dem 18. Jahrhundert nur noch zu landwirtschaftlichen Zwecken genutzt, verfiel das Logis (Haupthaus) der Anlage allmählich, ehe der französische Staat sie 1906 erwarb und damit vor dem Abriss bewahrte. Vollständig restauriert, ist das Schloss heute Heimat des Musée des Traditions et Arts Normands, einem Museum für normannische Kunst und Volkskunde.
Das Haupthaus steht seit 1899 als klassifiziertes Monument historique (französisch Monument historique classé) unter Denkmalschutz. Der dazugehörende Wirtschaftshof wurde am 4. Juni 1931 ebenfalls als Monument historique klassifiziert. Seit dem 7. Oktober 1997 stehen zudem auch die Reste des alten Schlossgartens in der französischen Denkmalliste.

## Geschichte
Die Seigneurie Martainville gehörte im 13. Jahrhundert der Abtei Saint-Ouen in Rouen, die sie im Jahr 1291 an Guillaume de Martainville vergab. Im 15. Jahrhundert war Martainville im Besitz der Familie Floques, welche die seinerzeit 25 Hektar große Seigneurie 1481 dem reichen Kaufmann Jacques Le Pelletier verkaufte. Dessen Familie war von König Ludwig XI. in den Adelsstand erhoben worden, und ihr Oberhaupt wollte sich nun einen standesgemäßen Wohnsitz zulegen. Er ließ von 1485 bis 1495 auf den Grundmauern einer alten Burg einen Neubau ausführen, der zwar schon einen schlossähnlichen Charakter aufwies, aber immer noch sehr wehrhaft war.

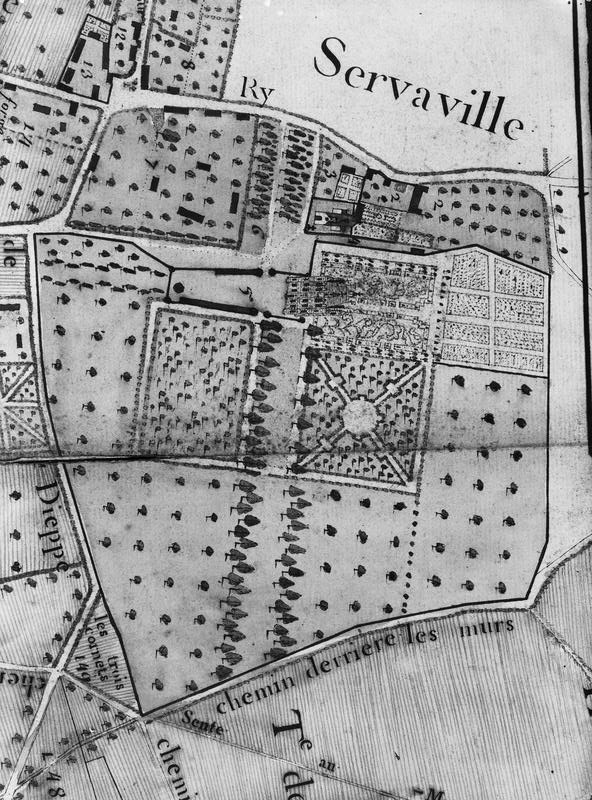
Plan des Schlosses aus dem 17./18. Jahrhundert

Bei seinem Tod im Jahr 1510 vererbte der Schlossherr den Besitz an seinen gleichnamigen Neffen, der das Logis modernisieren und wohnlicher gestalten ließ. Der direkt an das Gebäude grenzende Wassergraben wurde verfüllt und durch einen neuen, weiter entfernten Graben mit umgebender niedriger Mauer und vier runden Ecktürmen ersetzt. Die derweil funktionslose Zugbrücke ließ Jacques II. abreißen und den Haupteingang als Portal neu gestalten. Zudem erhielten die Räume größere Fenster, die mehr Licht ins Innere ließen. Die bis heute erhaltene Schlosskapelle stammt ebenfalls von diesen Veränderungen am Haupthaus. Zusätzlich ließ Jacques II. einen großen Wirtschaftshof mit zwei Gebäudeflügeln und einem großen Taubenturm anlegen. Dann schoben seine Vormünder weiteren Umbauten einen Riegel vor, weil sie der Meinung waren, er würde damit Geld verschwenden, und so starb er 1545, ohne alle beabsichtigten Umgestaltungen durchgeführt zu haben. Noch heute zeugen die Gewölbeansätze im Obergeschoss davon, was dort geplant war, aber nicht mehr umgesetzt wurde.
Jacques’ II. Sohn und Erbe Richard erhielt am 16. April 1571 die Erlaubnis von König Karl IX., seinen Namen um den seiner Seigneurie zu erweitern, sodass sich die Familie fortan „Le Pelletier de Martainville“ nannte. In den folgenden rund 180 Jahren wurde die Schlossanlage jeweils an einen der Söhne vererbt und blieb im Familienbesitz. Die wahrscheinlich in den französischen Religionskriegen beschädigte Anlage, ließen die Eigentümer 1662 wieder instand setzen. Als Michel de Martainville 1757 kinderlos verstarb, war das Haupthaus nachfolgend unbewohnt. Lediglich die Gebäude des Wirtschaftshofs wurden weiterhin für die Landwirtschaft genutzt. Michels Erbe ging an seine Schwester Geneviève-Antoinette, die seit 1722 mit Pierre-Salomon de Couture, seigneur de Sourquainville verheiratet war. Das Paar ließ noch einige der Innenräume im ersten Obergeschoss des Logis umgestalten, ohne es jedoch dauerhaft zu nutzen. Da Geneviève-Antoinette all ihre Kinder überlebte, vermachte sie Schloss Martainville bei ihrem Tod im Jahr 1781 dem Sohn ihrer Cousine Marie Guiran, Pierre-Eustache Le Vigner, baron de Dampierre. Über dessen Tochter Marie Alphons(in)e, die 1775 Marc-Antoine de Fautereau heiratete, gelangte der Besitz an Maries Tochter Angélique Marie Françoise, die ab Dezember 1802 mit Alexandre Pierre Dary, Graf von Sénarpont, verheiratet war. Wieder durch die Heirat der Tochter Marie Adélaïde am 3. Februar 1829 mit Amédée Martin de Villers gelangte Schloss Martainville schließlich in den Besitz dieser Familie. Marie Adélaïdes Sohn Pierre Auguste war ab Mai 1850 Schlossherr. Zu seiner Zeit wird der Zustand des Logis von außen als gut, der seiner Innenräume jedoch als heruntergekommen beschrieben.

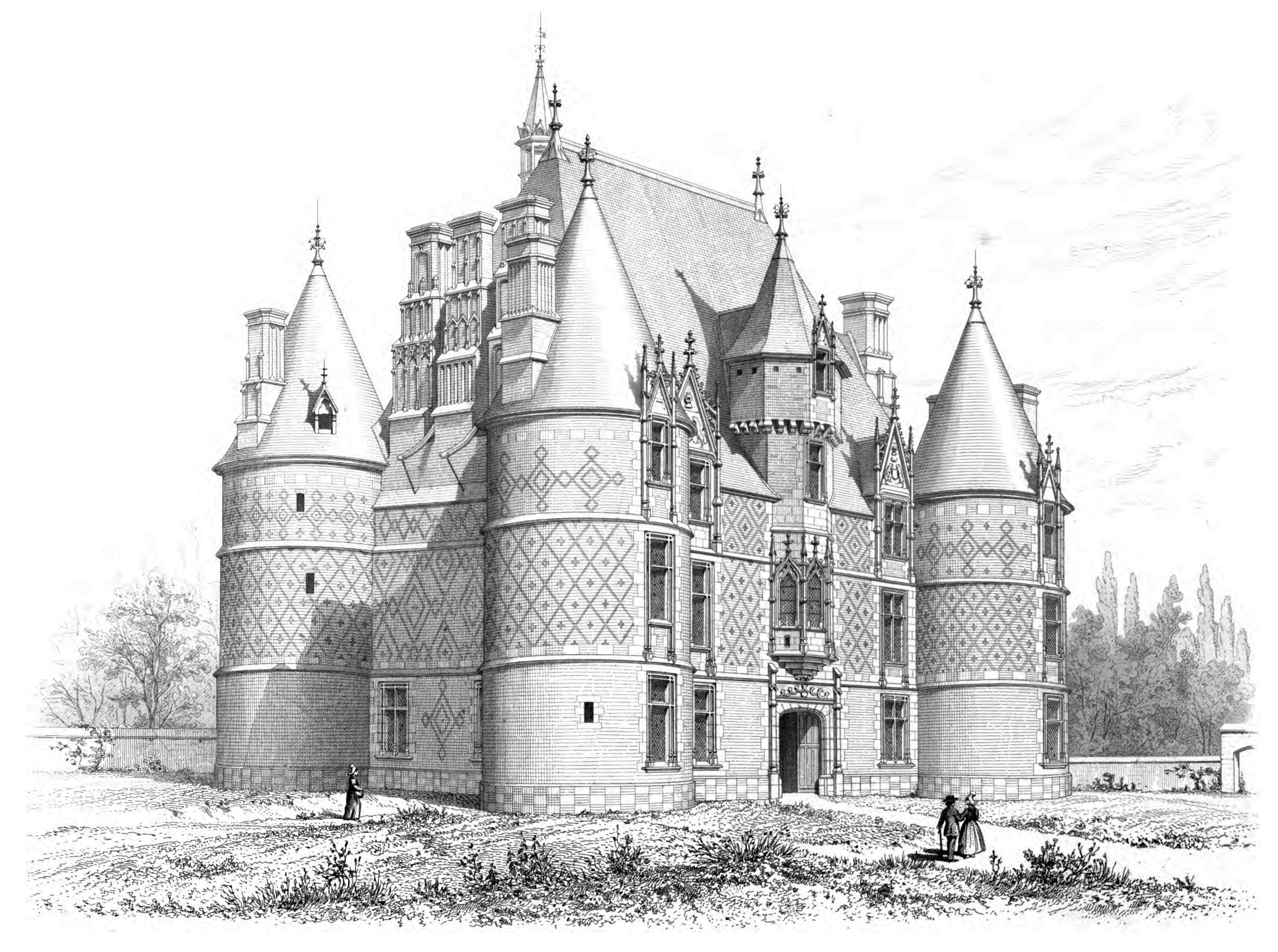
Das Schloss auf einer Zeichnung von Claude Sauvageot, 1867

Während des Deutsch-Französischen Kriegs 1870/1871 besetzte eine preußische Kavalleriestaffel das Schloss und nahm wenig Rücksicht auf deren historische Bausubstanz und Inneneinrichtung. So nutzte sie zum Beispiel einen Teil der Vertäfelungen als Heizmaterial. Nach dem Abzug der Soldaten wurden die entstandenen Schäden nie völlig repariert. Am Ende des 19. Jahrhunderts erwarb ein Viehhändler die Anlage und wollte sie niederlegen lassen, um das Baumaterial gewinnbringend zu verkaufen. Zum Abriss kam es aber nicht, weil der französische Staat das heruntergekommene Schloss 1899 unter Denkmalschutz stellte. 1906 kaufte es der Staat und ließ erste Restaurierungsarbeiten vornehmen. Während des Ersten Weltkriegs diente das Logis als sicherer Lagerort für Kunstgegenstände. Aus den dort eingelagerten Dingen entwickelte sich ein kleines, improvisiertes Museum.
Nach dem Zweiten Weltkrieg folgten Ende der 1950er/Anfang der 1960er Jahre weitere Restaurierungsmaßnahmen an der Anlage, die der Staat 1955 an das damalige Département Seine-Inférieur übergeben hatte, damit dort ein Museum eingerichtet werden konnte. 1961 wurde das Museum für normannische Volkskunst und -kunde schließlich eröffnet. Als Ergänzung zum musealen Teil ließ das Département Seine-Maritime, dem das Schloss seit 2002 gehört, in der Zeit von 2011 bis 2014 für die Schlossbesucher östlich des Hauptgebäudes einen formalen Garten anlegen, der am 20. September 2014 Eröffnung feierte.

## Beschreibung

### Architektur

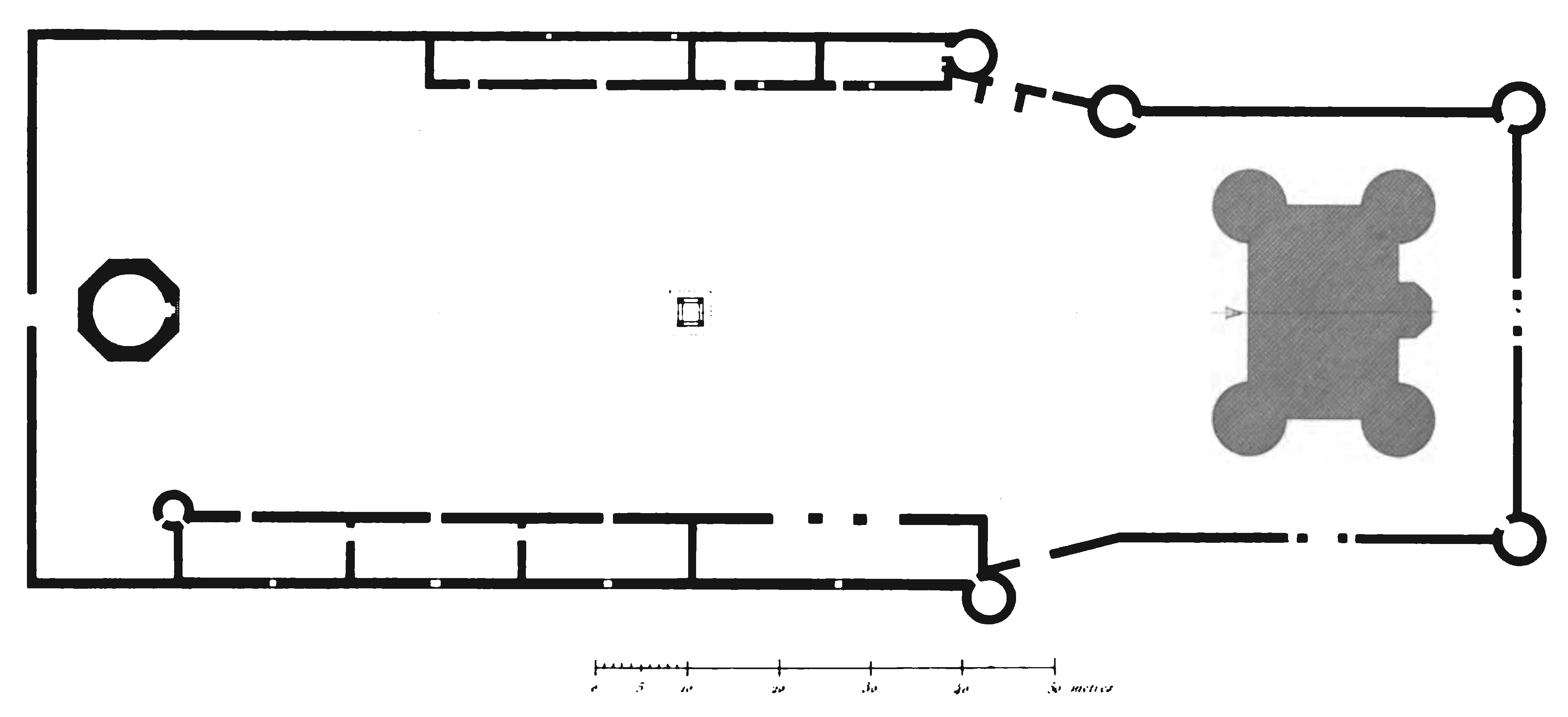
Lageplan des Schlosses von 1867

Schloss Martainville ist eine zweiteilige Anlage, bestehend aus einem Hauptgebäude zu Wohnzwecken und einem westlich vorgelagerten Wirtschaftshof.

#### Wirtschaftshof
Der Zugang zum Schloss erfolgt von Norden als Abzweigung der Verbindungsstraße von Rouen nach Beauvais. Die über 150 Meter lange, gerade Zufahrt endet an der Nordost-Ecke des 164 × 55 Meter messenden Wirtschaftshofs aus dem 17. Jahrhundert. Dessen Südseite wird vollständig von einem langgestreckten, eingeschossigen Trakt aus Backstein eingenommen. Darin befanden sich früher Scheune, Viehstall, Kelter, Mühle und Pferdestall. Sie wurden alle bereits in einem Dokument aus dem Jahr 1545 erwähnt. An der gegenüberliegenden Nordseite steht ein ebenfalls eingeschossiger, aber nur etwa halb so langer Gebäudeflügel. Darin waren früher Unterkünfte für Bedienstete zu finden. Die beiden Trakte flankieren einen großen rasenbewachsenen Innenhof, in dem sich der Schlossbrunnen befindet. Sein Brunnenschacht ist 28 Meter tief und von einem hölzernen Bau mit schiefergedecktem Zeltdach umgeben. Am westlichen Ende des Hofes steht der wuchtige, achteckige Taubenturm des Anwesens aus dem 16. Jahrhundert. Sein rotes Backsteinmauerwerk ist auf halber Höhe von einem Gesims aus hellem Haustein unterbrochen und von einem Kegeldach abgeschlossen. In seinem Inneren befinden sich 1500 Nistlöcher. Noch Ende des 19. Jahrhunderts war der Wirtschaftshof an der Westseite von einer niedrigen Mauern abgeschlossen, doch von ihr sind heute nur noch wenige Reste erhalten.

#### Logis

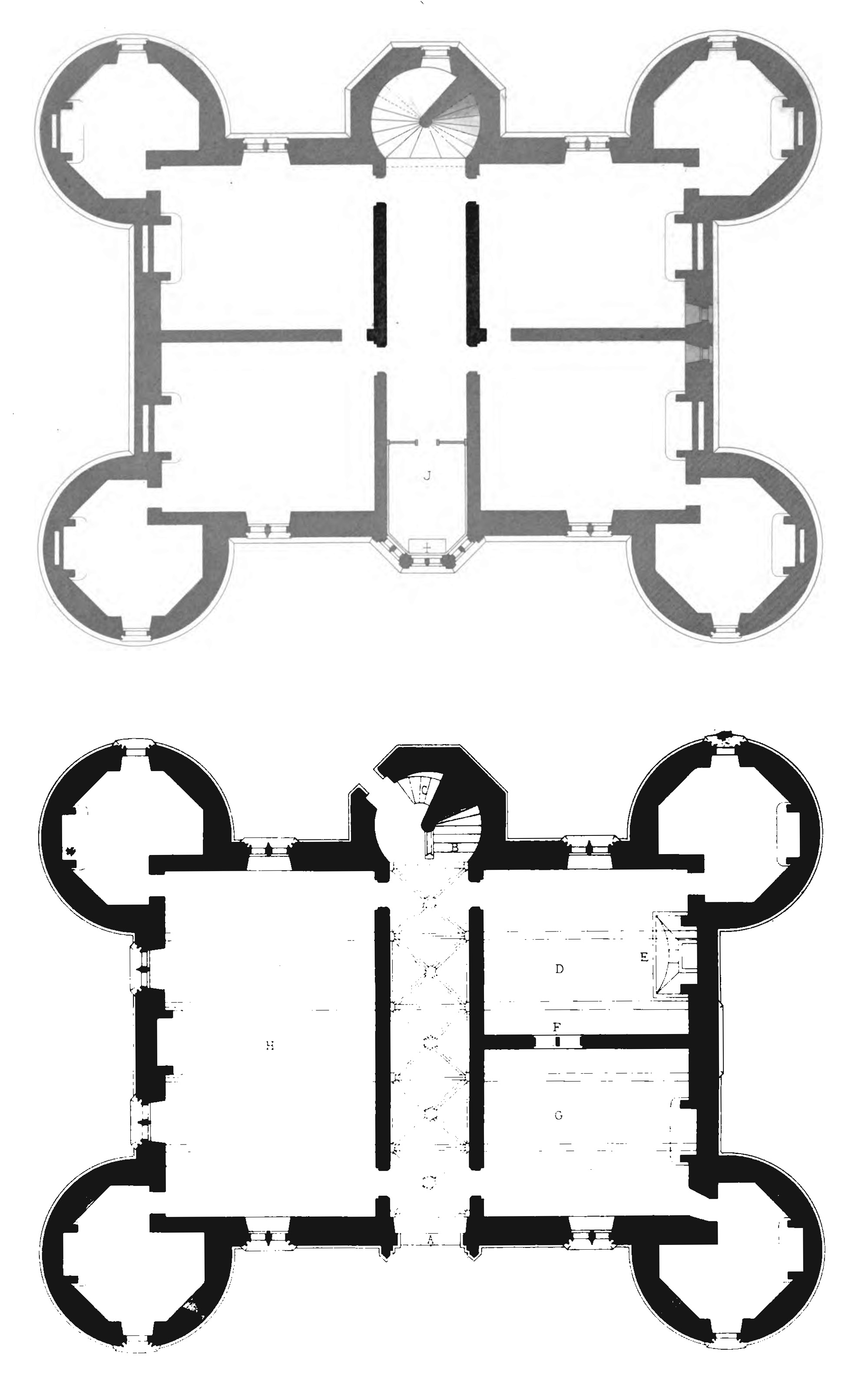
Grundrisse (Erdgeschoss und erstes Obergeschoss) des Logis

Das Logis ist ein gutes Beispiel für eine Architektur am Übergang von wehrhafter Burg zu repräsentativem Renaissanceschloss. Der dreigeschossige Rechteckbau mit hohem schiefergedecktem Walmdach besitzt große runde Ecktürme, die von Kegeldächern abgeschlossen sind. Sein Mauerwerk besteht aus roten und schwarzen Backsteinen und zeigt geometrische Muster. Für die Rahmungen von Fenster- und Türöffnungen sowie für Gesimsbänder und Lukarnen kam heller Haustein aus dem Steinbruch von Vernon zum Einsatz. Diese Art der Materialmischung wird im Französischen brique-et-pierre genannt. Vermutlich war ein flämischer Architekt am Bau beteiligt. Sein Einfluss zeigt sich besonders an den aufwändig gestalteten Schornsteinen des Gebäudes.
In der Mitte der Westfassade liegt das Portal mit einem flachen Korbbogen als Sturz. Es ist von zwei Fialen tragenden Pfeilern flankiert. Darüber befindet sich ein dreiseitiger Erker mit Spitzbogenfenstern im Stil des Flamboyants. Dies ist die Apsis der dahinter liegenden Schlosskapelle. Die einstigen Maschikulis der Ecktürme sind heute noch gut zu erkennen, jedoch seit der Umgestaltung des Schlosses im 16. Jahrhundert vermauert und ohne Funktion. Auch andere wehrhafte Elemente der Anlage sind nicht mehr vorhanden, so zum Beispiel die einstigen Wassergräben sowie deren umgebende niedrige Backsteinmauer. Von Letzterer gibt es nur noch einige wenige Reste, während drei der vier Grabenecktürme noch stehen.
In der Mitte der Ostfassade des Logis steht ein achteckiger Treppenturm mit steinerner Wendeltreppe im Inneren. Sein vorkragendes, oberstes Geschoss ruht auf Konsolsteinen, die Maschikulis vortäuschen. Darüber erhebt sich ein hoher, polygonaler Schieferhelm mit Glockenaufsatz. Ebenfalls an der Ostseite ist das Jahr des Baubeginns verewigt: Die Jahreszahl findet sich am Rahmen eines Fensters des Südostturms.

### Innenräume
Das Innere des Logis ist symmetrisch gestaltet. Hinter dem Portal liegt ein langer Flur, der geradlinig zum Treppenturm auf der Ostseite führt und somit die Mittelachse des Gebäudes  bildet. Zu beiden Seiten des langen Ganges liegen jeweils zwei gleich große Räume, die in einer Ecke Zugang zum anschließenden Eckturm bieten. Lediglich im Erdgeschoss wurde von dieser Symmetrie abgewichen, indem an der Nordseite des Flures über die gesamte Breite des Gebäudes nur ein großer Raum liegt. Dieser Gardensaal (französisch salle des gardes) genannte Raum hat einen Grundriss von 13,7 × 8,3 Metern. Der Flur im Erdgeschoss besitzt ein Kreuzrippengewölbe auf skulptierten Konsolen, dessen aufwändig gestaltete Schlusssteine christliche Symbolik zeigen. Ansonsten ist von der ehemaligen Innenausstattung nicht sehr viel erhalten, durch fehlenden Unterhalt oder mutwillige Zerstörung ist das meiste verloren gegangen. Ausnahmen davon sind zum Beispiel einige Vertäfelungen aus dem 17. und 18. Jahrhundert sowie der monumentale Kamin in der Schlossküche aus dem 15. Jahrhundert. Ebenfalls noch original sind die Terrakottafliesen auf dem Fußboden der Schlosskapelle, die durch eine Holzwand vom übrigen Flur im ersten Obergeschoss abgetrennt ist. Ihre Buntglasfenster und Täfelung stammen indes aus dem 19. Jahrhundert.

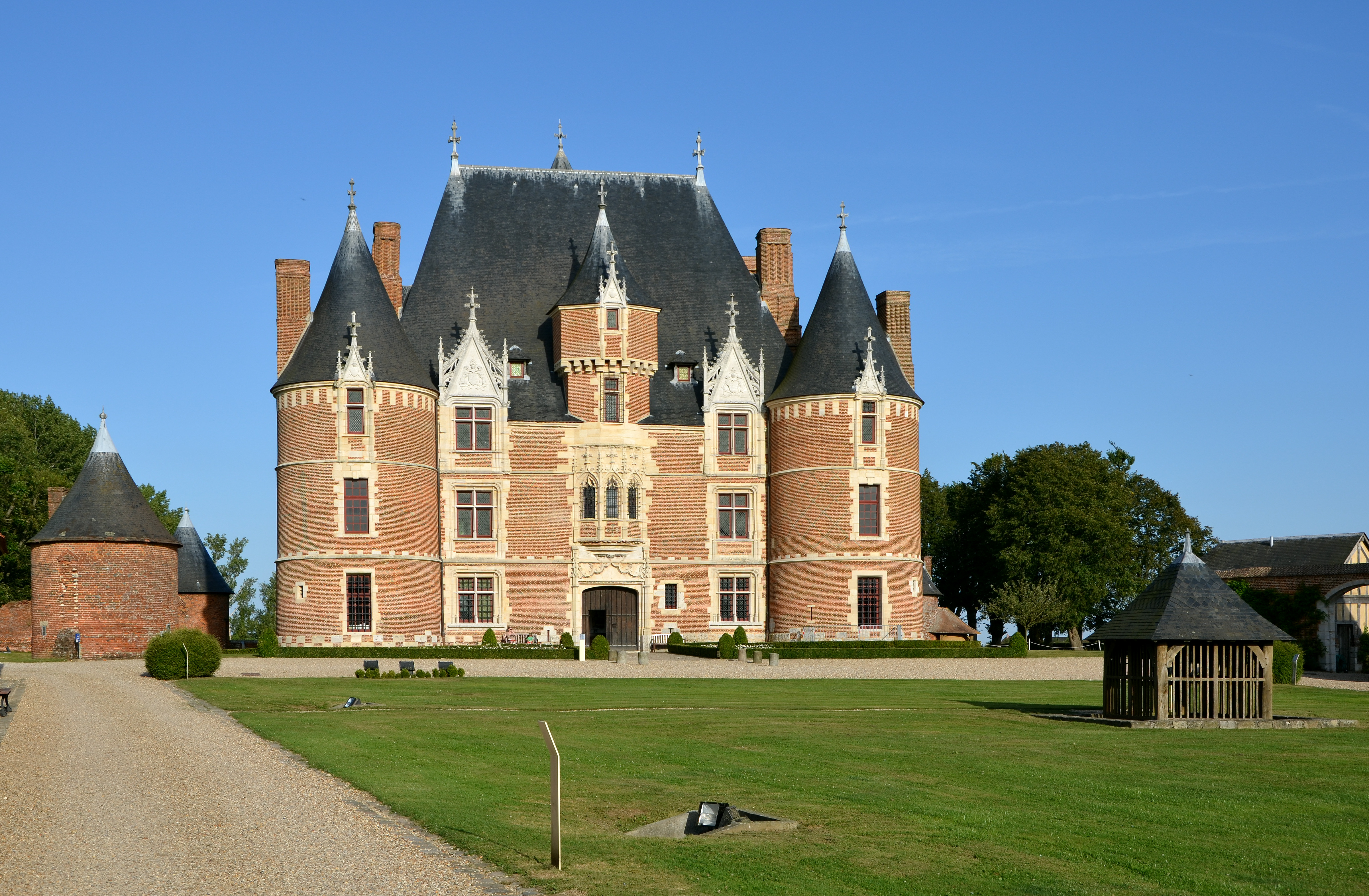
Eingangsfassade des Logis
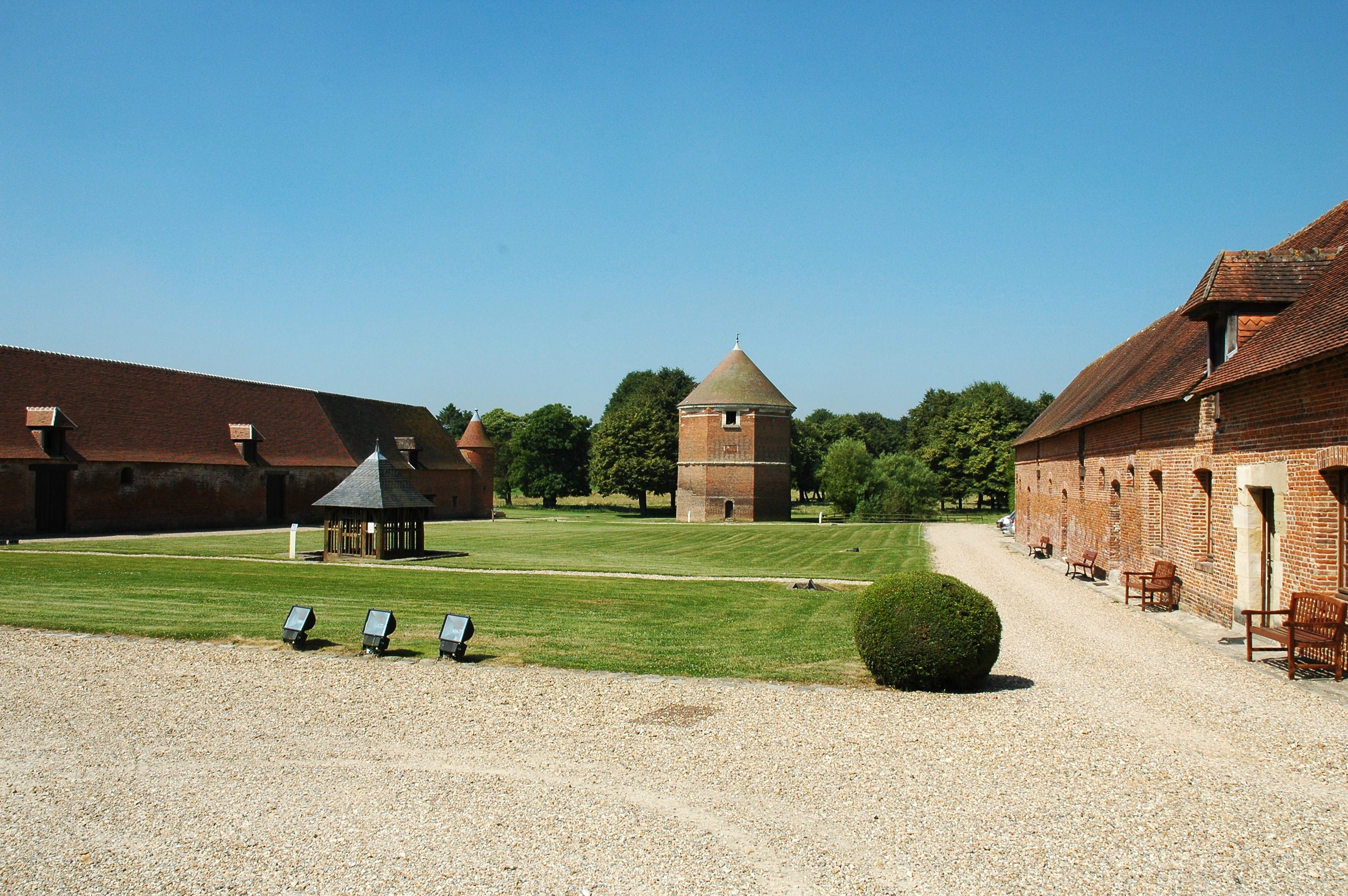
Wirtschaftshof mit Taubenturm
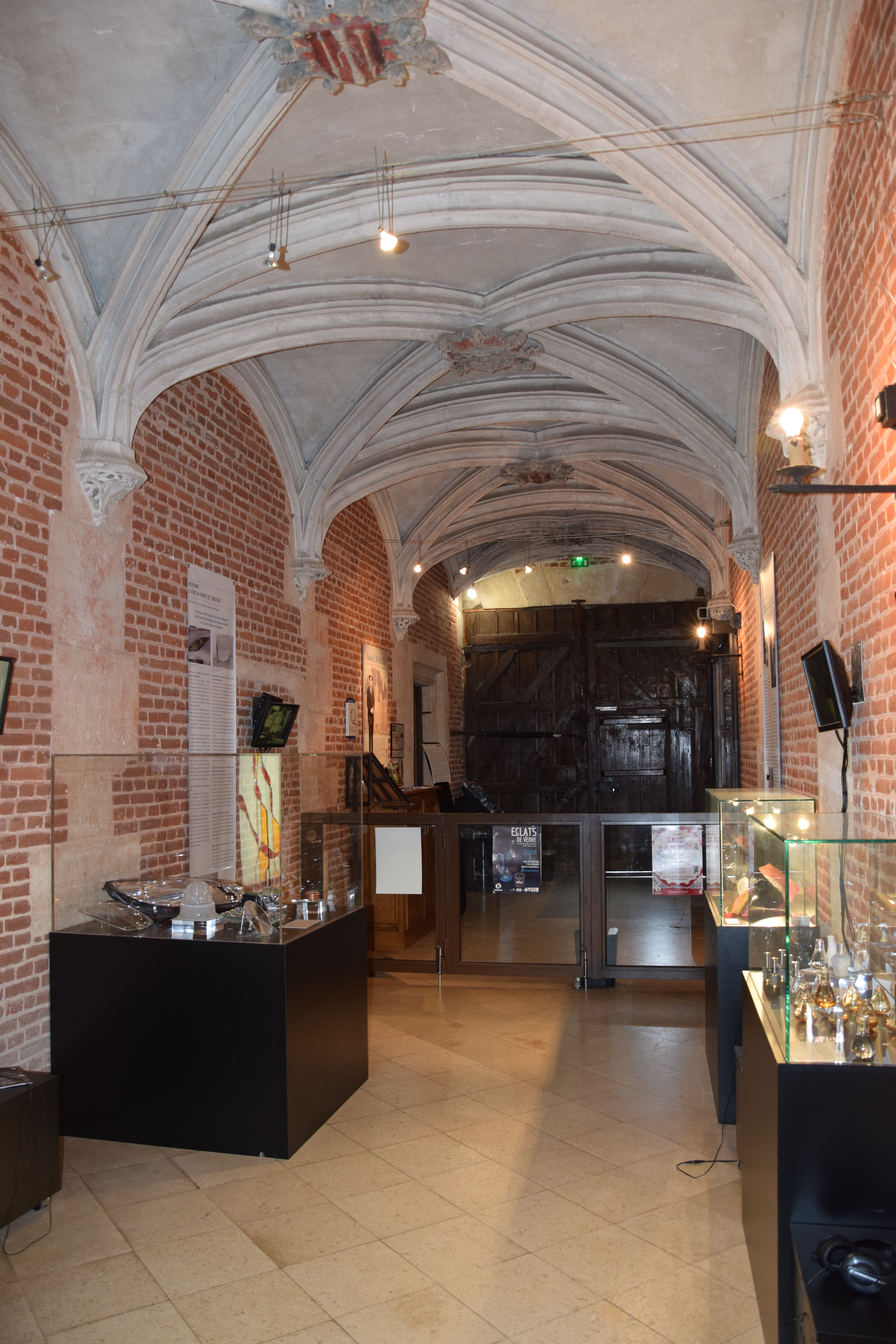
Flur mit Gewölbe
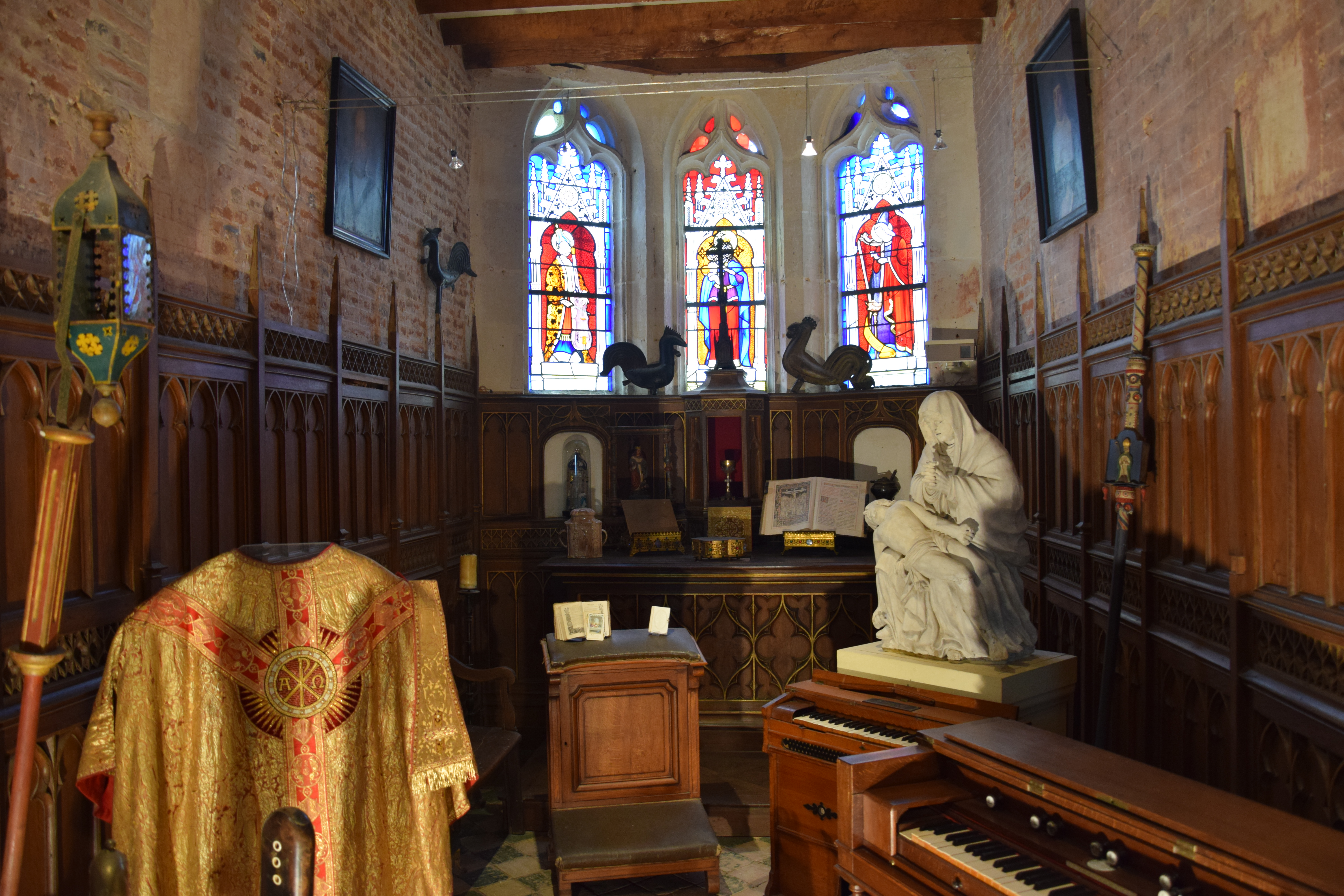
Schlosskapelle

### Schlosspark und -garten
Westlich des Wirtschaftshofs stehen einige alte Bäume. Sie sind die letzten Zeugen eines nicht mehr erhaltenen Schlossparks. Im 17. und 18. Jahrhundert existierten östlich und südlich des Logis mehrere außerhalb des Wassergrabens gelegene Lust- und Nutzgärten. Auch sie sind im Laufe der Zeit verschwunden, aber durch einen alten Plan überliefert. Eine Tür im Treppenturm an der Ostfassade des Haupthauses führte zu diesem Areal, in dem es Buchbaum-Broderien und in Form geschnittene Eiben gab. In einem Teil dieses einstigen Gartenareals entstand von 2011 bis 2014 ein neuer Garten, dessen Gestaltung sich an einem typischen Renaissancegarten orientiert, ihn aber nicht imitiert. Der 3025 m² große, formal gestaltete Bereich besitzt eine geometrische Einteilung durch ein Wegenetz. Seine Bepflanzung, zu denen Apfel- und Birnbäume sowie hohe Gräser und Stauden gehören, orientiert sich nur locker an historischen Vorbildern.

## Museum
Das im Schloss beheimatete Musée des Traditions et Arts Normands wurde auf Initiative des Départementrats von Seine-Inférieur gegründet und 1961 eröffnet. Es zählt jedes Jahr zwischen 15.000 und 20.000 Besucher. Seine Ausstellung zeigt Möbel, Kleidung, Keramik, Glaswaren und Alltagsgegenstände, die in der Normandie während des 15. bis 19. Jahrhunderts in Gebrauch waren. Einhergehend damit informiert die Ausstellung über normannische Bräuche und Traditionen. Durch Schenkungen wuchs die Sammlung des Museums auf mittlerweile über 15.000 Exponate an, von denen die meisten im Museumsdepot liegen. Nur etwa 10 Prozent können in den Räumen des Logis als Dauerausstellung gezeigt werden. Dazu zählen zum Beispiel eine Bank und ein Stuhl aus dem 15. Jahrhundert im Gardensaal, die Ausstattung der Schlossküche aus dem 19. Jahrhundert oder die teilweise noch erhaltenen Boiserien im Esszimmer des Erdgeschosses, welche die preußische Besatzungszeit überstanden haben. Das Museum bietet Führungen durch die Ausstellung und die Sammlungen an. Weitere Veranstaltungen, die auf dem gesamten Schlossgelände stattfinden, befassen sich mehrheitlich mit Themen rund um die Normandie. Dazu gehören auch Workshops und praktische Vorführungen von Handwerkern.

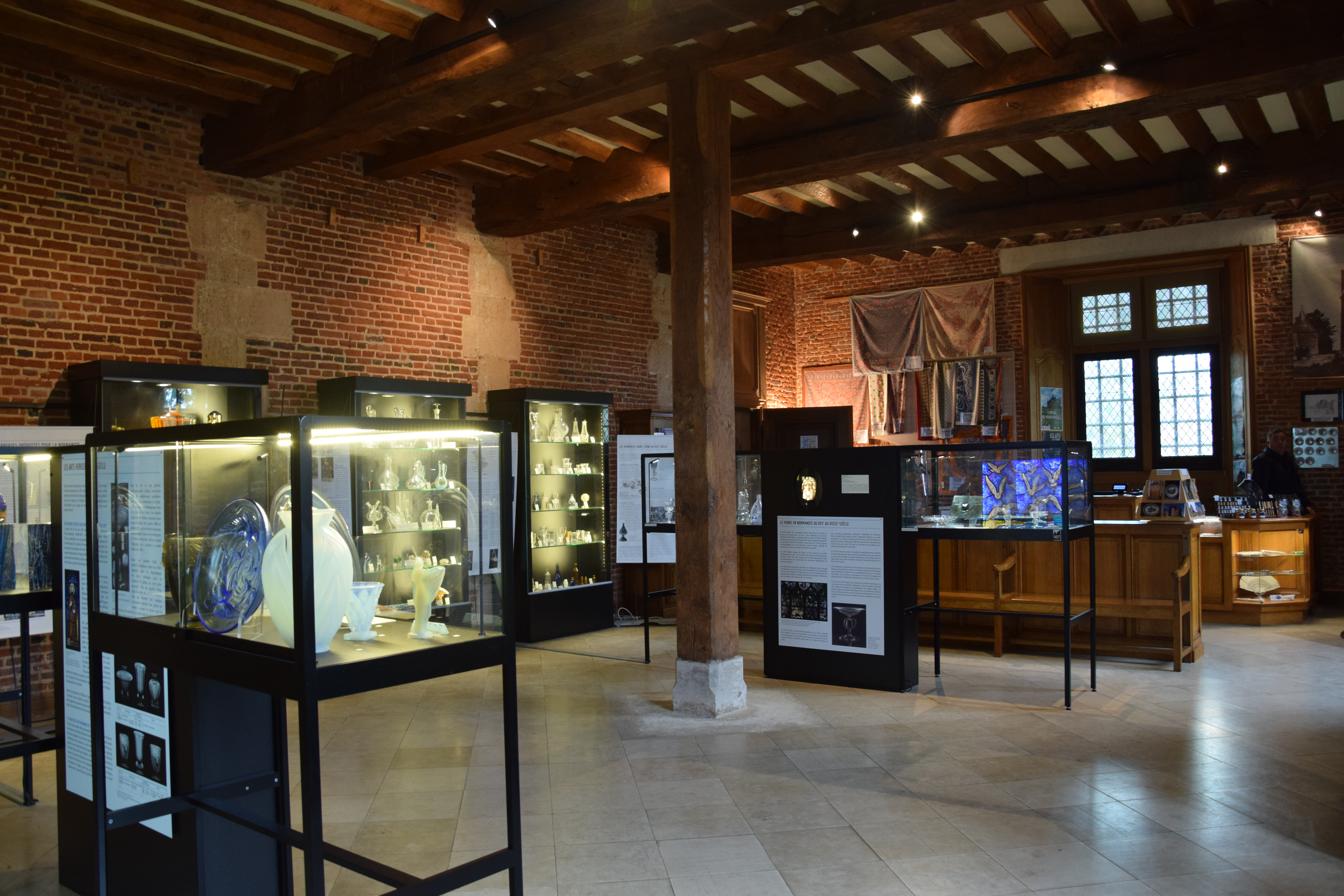
Gardensaal
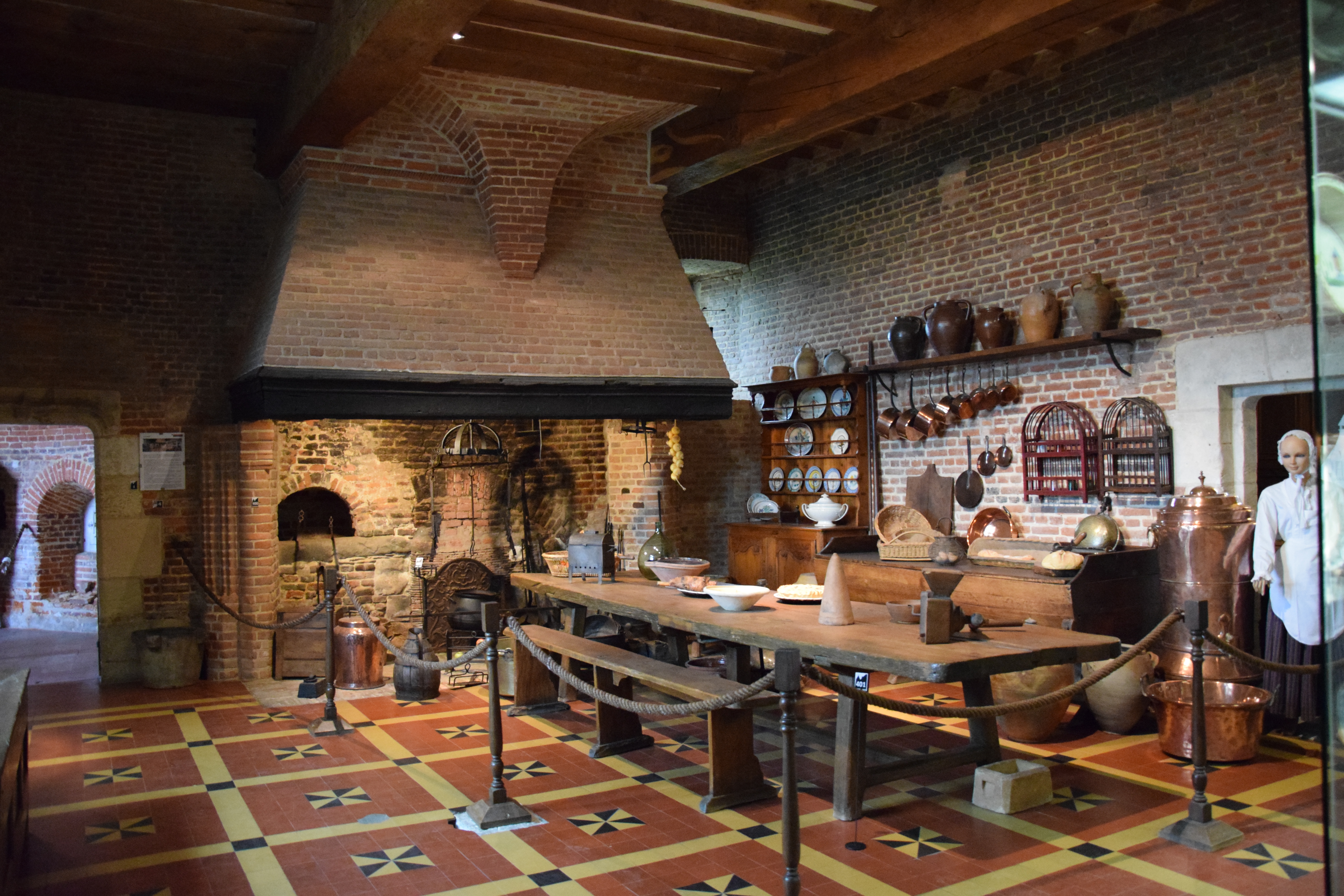
Schlossküche
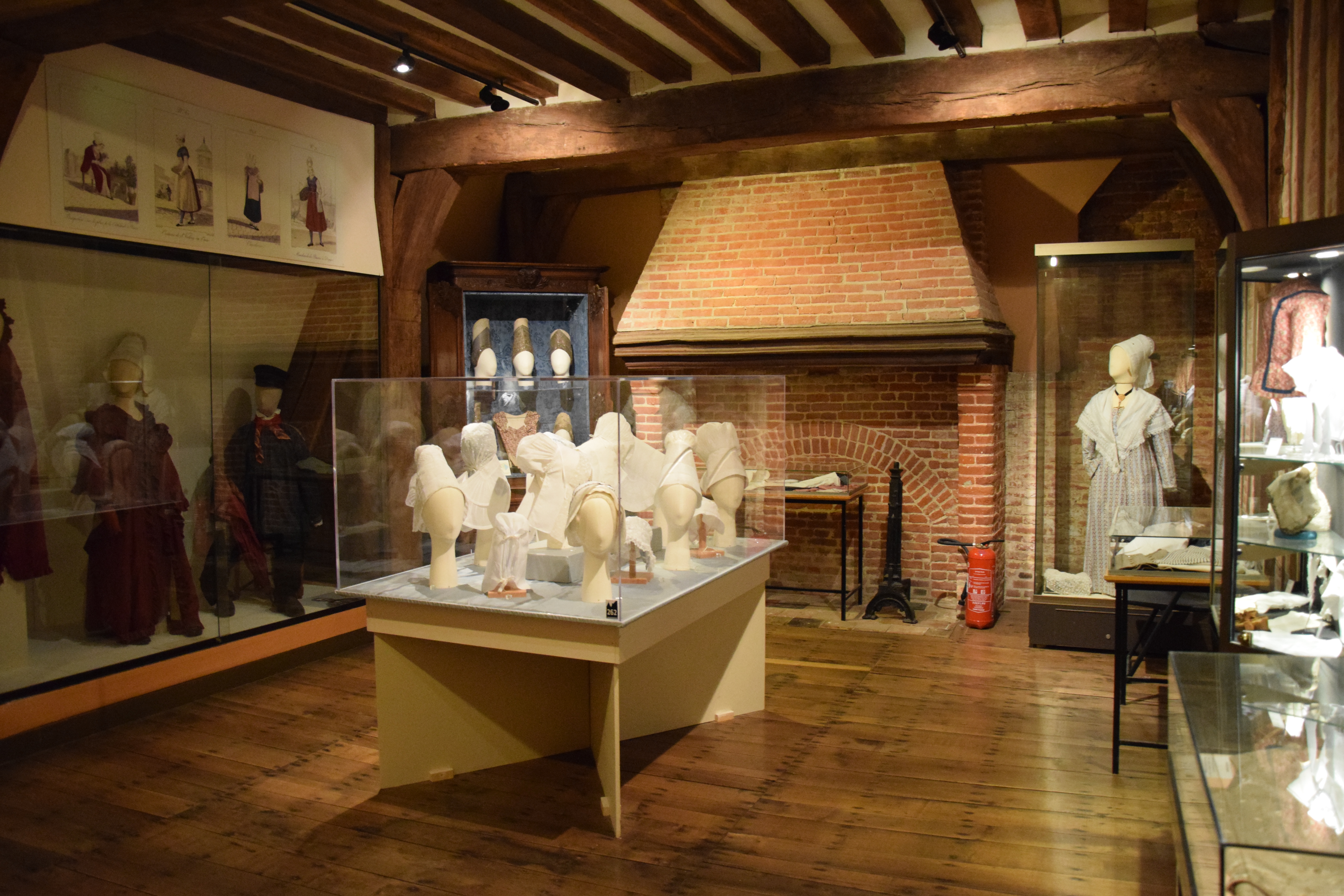
Trachten der Normandie
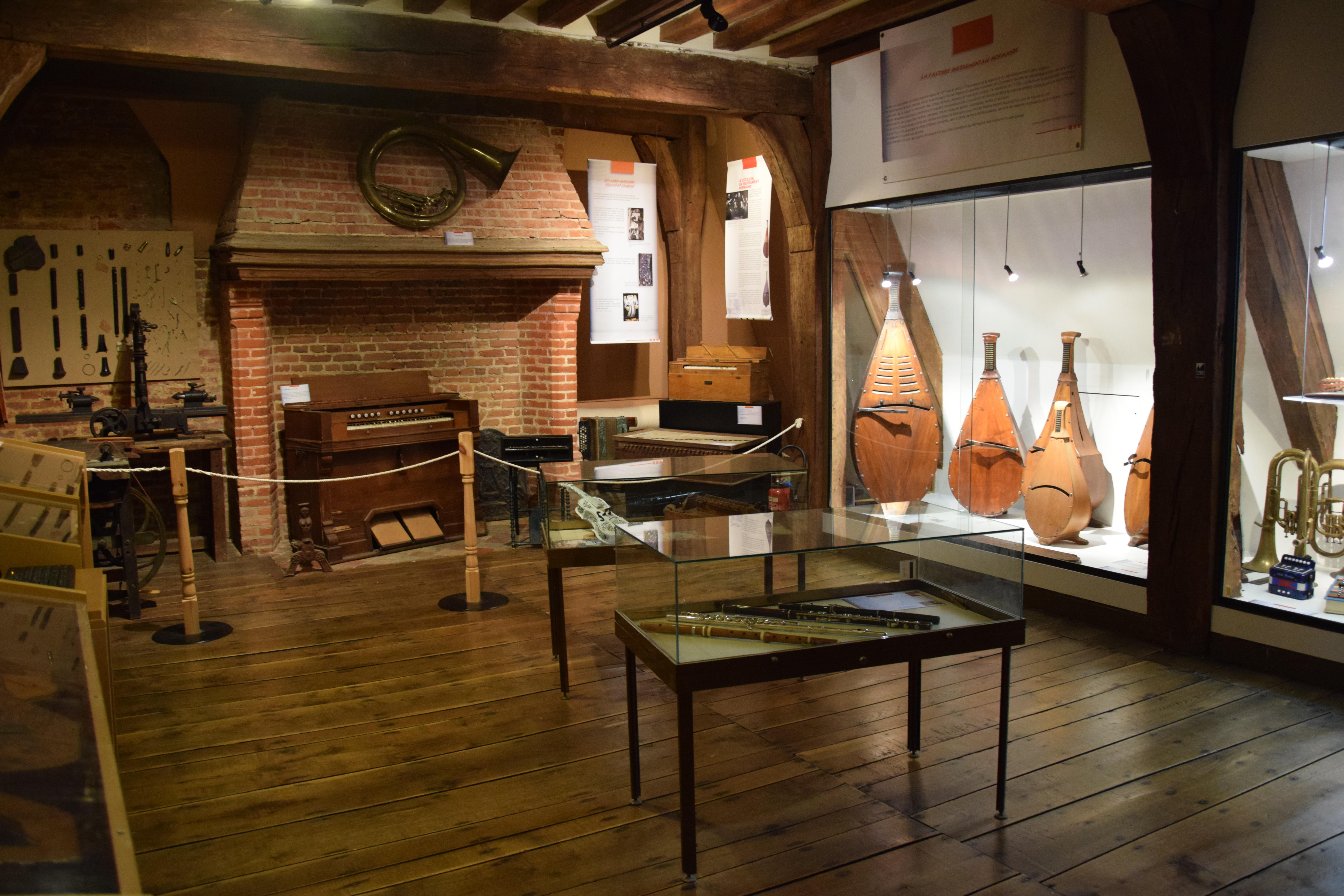
Instrumentenabteilung
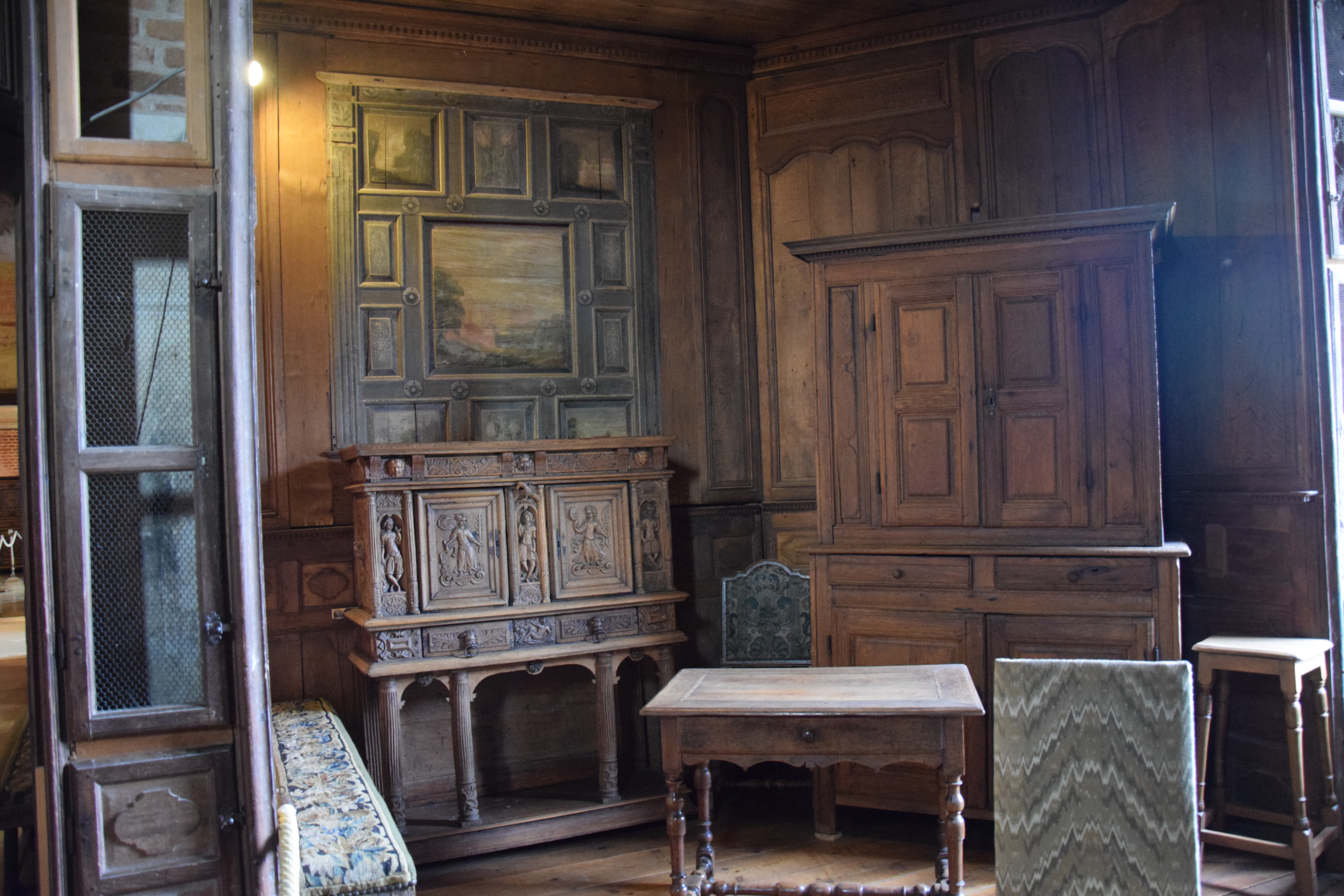
Alte Möbel und erhaltene Täfelungen